# Vrhovinska rijeka
Vrhovinska rijeka (Hotovska rijeka, Jezerca) je rijeka u istočnoj Hercegovini. Duga je 15 kilometara. Danas čini granicu između Federacije BiH i Republike Srpske.
Izvire podno Treskavice u selu Vrhovine, po kojima se zove. Grad Kalinovik je na izvorištu rijeke sagradio spremnik te skrenuo dovodom dio vode u Kalinovik. Vrhovinska rijeka ulijeva se u Neretvu. Na desnoj strani uopće nema pritoka, sve do ušća. S lijeve strane u Vrhovinsku rijeku ulijevaju se Bojićki potok i Tetinac. Vrhovinska rijeka teče pored Vraca i Ihnja, između Brda i Bojića, između Kutina i Hotovlje, između Oblja i Lukog te se negdje u između Nedavića i Ljusića ulijeva u Neretvu. Tok Vrhovinske rijeke dijeli Župu zagorsku na dva dijela. S lijeve strane ostaju joj sela Čestaljevo, Hreljići, Bojići, Daganj, Sočani i Kutine. Na desnoj strani Vrhovinske rijeke su sela Luko, Polje, Hotovlje i Brda. Tu je i Ljuta koja ne pripada Župi zagorskoj. Vrhovinsku rijeku ispod Hotovlja zovu Hotovska rijeka. U kanjonu između sela Gornjeg Luka i sela Oblja nosi naziv Jezerca.
Cijelim je tokom pitka. Ispod Hotovlja uvijek je bio most. Gospodarski je bila korištena i na njoj je bilo više mlinova, među kojima je osobito bio poznat ispod Hotovlja i u dijelu gdje rijeku zovu Jezerca. Nekada je Vrhovinska rijeka bila bogata potočnom pastrvom.